# Oedothorax tener
Oedothorax tener là một loài nhện trong họ Linyphiidae.
Loài này thuộc chi Oedothorax. Oedothorax tener được Friedrich Wilhelm Bösenberg miêu tả năm 1902.